# Conrad Harder
Conrad Harder Weibel Schandorf (* 7. April 2005 in Holte) ist ein dänischer Fußballspieler. Der Stürmer spielt seit 2024 für Sporting Lissabon und ist dänischer Nachwuchsnationalspieler.

## Karriere

### Verein
Conrad Harder stammt aus Rudersdal im Großraum von Kopenhagen und begann dort in seiner Kindheit beim Boldklubben Søllerød-Vedbæk mit dem Fußballspielen, ehe er 2016 zunächst in den Nachwuchs des Kjøbenhavns Boldklub (FC Kopenhagen) aufgenommen wurde. Anfang 2019 wechselte er in die U14 des FC Nordsjælland aus Farum und durchlief dort die übrigen Jugendmannschaften. Mit der U19 des Vereins gelangen ihm in der Saison 2022/23 in 24 Spielen insgesamt 27 Tore. Am Ende dieser Spielzeit kam er am 4. Juni 2023 im Alter von 18 Jahren daraufhin zu seinem Profidebüt in der Superligaen, als er beim torlosen Unentschieden am letzten Spieltag gegen Viborg FF kurz vor Schluss für den Ivorer Mohammed Diomandé eingewechselt wurde. In der anschließenden Spielzeit 2023/24 kam Harder fortan regelmäßig bei der Profimannschaft zum Einsatz: neben 23 Ligaspielen, in denen ihm fünf Tore gelangen, bestritt er auch fünf Spiele im Pokal, wobei ihm im Viertelfinalhinspiel gegen AB Gladsaxe zwei Tore gelangen, sowie insgesamt fünf weitere in der Qualifikationsrunde und der anschließenden Gruppenphase der Conference League.
Zu Beginn der Saison 2024/25 absolvierte Harder noch die ersten sieben Ligaspiele mit dem FC Nordsjælland, ehe ihn Ende August 2024 Sporting Lissabon verpflichtete. Bei dem amtierenden portugiesischen Meister, der für ihn eine Ablösesumme von 19 Millionen Euro bezahlte, unterschrieb Harder einen Fünfjahresvertrag bis 2029.

### Nationalmannschaft
Conrad Harder ist dänischer Nachwuchsnationalspieler und kam von 2023 bis 2024 zunächst in den Altersklassen U18 und U19 zum Einsatz. Seit Herbst 2024 gehört er der U21-Auswahl an.